# Роберто Солдадо
Роберто Солдадо Риљо (шп. Roberto Soldado Rillo; Валенсија, 27. мај 1985) бивши је шпански фудбалер, који је играо на позицији нападача.